# NGC 1917
NGC 1917 is een bolvormige sterrenhoop in het sterrenbeeld Goudvis. Het hemelobject werd op 25 september 1826 ontdekt door de Schotse astronoom James Dunlop.

## Synoniemen
- ESO 56-SC100